# 테레제 말파티

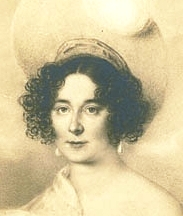
테레제 말파티, 본 베토벤 하우스에 있는 익명의 파스텔 그림

테레제 폰 드로스딕 남작부인(Baroness Therese von Droßdik, 1792년 1월 1일 – 1851년 4월 27일)은 오스트리아의 음악가이자 루트비히 판 베토벤의 절친한 친구였다. 그녀는 베토벤의 유명한 바가텔 "엘리제를 위하여"의 헌정자로 추정되는 인물 중 하나로 잘 알려져 있다.

## 생애
테레제 말파티는 1792년 1월 1일에 오스트리아의 빈에서 태어났다. 그녀는 빈의 상인 야코프 프르드리히 말파티(1769–1829)의 딸이자 유명하고 부유한 의사인 요한 밥티스트 말파티 폰 몬테레지오(1775–1859)의 사촌이었다. 1804년부터 워커스도르프 암 캄프(그라페네크)에 부동산을 소유했던 그녀의 아버지는 1806년 4월 2일에 귀족 작위를 받으며 "에들러 폰 로렌바흐 주 데자"라는 칭호를 얻었다. 그녀의 여동생 안나(1792–1869)는 1811년 5월 29일에 에츠도르프 암 캠프(그라페네크)에서 베토벤의 친구로 첼리스트인 이그나즈 폰 글라이혠슈타인 남작과 결혼했다. 

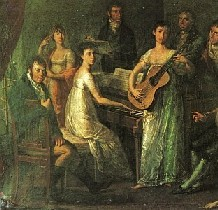
가족과 함께 피아노를 치고 있는 테레제 말파티, 1810년경

베토벤은 1810년에 글라이헨슈타인을 통해 테레제의 가족과 접촉하게 되었는데, 그는 그 가족에게 매우 편안하다고 느꼈고, 테레제는 이때부터 베토벤의 애정과 결혼 프로젝트의 대상이었다. 말파티 가족은 당시 회사 본사 위치한 로텐투름슈트라세 771번지에서 살고 있었다. 루트비히 놀은 나중에 그녀의 여동생 안나로부터 다음과 같은 사실을 알게 되었다: "가족은 매우 음악적이었고, 베토벤은 매우 아름답게 연주한 테레제에게 피아노 레슨을 해주었습니다. 그는 그녀와 사랑에 빠졌고, 결혼도 하고 싶어했습니다. 그러나 그의 친구 글라이헨슈타인은 그가 그렇게 하는 것을 정당하게 막있습니다.”
1810년 4월이나 5월에 베토벤은 테레제에게 다음과 같은 편지를 썼다: "이제 잘 지내세요, 존경하는 테레제님. 이 삶의 모든 좋고 아름다운 일들을 기원합니다. 저를 기억해 주십시오. 어느 누구도 나보다 당신의 더 밝고 행복한 삶을 바랄 수 없습니다. 당신이 당신의 헌신적인 하인이자 친구인 베토벤에 대해 전혀 관심을 두지 않는다 하더라도 말입니다." 이것이 정확하게 연애 편지었다고 단정할 수는 없고, 베토벤이 테레제 말파티에게 결혼을 제안했는지도 확실히 알 수 없다. 그러나 어떤 사람들은 그가 그렇게 했다고 믿었다. 또한 테레제를 위해 작곡된 것으로 추정되는 바가텔 "엘리제를 위하여"의 악보가, 그녀의 직원이자 음악적 동반자로서 그녀의 음악에 관한 모든 것을 그녀의 사후에 계승한 루돌프 샤흐너로부터 발견되었다.
테레제는 1816년 6월 14일에 보름스에서 황실 의원이자 왕실 의원인 요한 빌헬름 폰 드로스딕 남작과 결혼했다. 드로스딕 남작부인은 노년기에도 자신을 베토벤의 제자라고 묘사하며 비교할 수 없는 기교로 그의 소나타를 연주했으며, 샤흐너와 함께 투어도 떠났다. 1828년에 카니발 기간 동안 그녀가 연례 하우스 무도회 중 하나에 초대한 프란츠 슈베르트와의 우정에는 거의 관심을 기울이지 않았다. 슈베르트의 친구인 작곡가 요제프 란츠는 그의 피아노포르테를 위한 론도, 작품 번호 1을 그녀에게 헌정했다. 그녀는 빈의 케른트너슈트라세 1038번지에서 마지막으로 살았으며, 그곳에서 수종으로 59세의 나이에 사망했다.